# Eleccions municipals de 2019 a les Borges del Camp
Les eleccions municipals de 2019 a les Borges del Camp van ser unes eleccions locals que es van celebrar el diumenge 26 de maig de 2019 a les Borges del Camp, al Baix Camp, com a part de les eleccions municipals espanyoles. Es van triar els 11 regidors de l'Ajuntament de les Borges del Camp.

## Sistema electoral
Les eleccions als ajuntaments de l'Estat espanyol estan fixades per celebrar-se el quart diumenge de maig cada quatre anys. El sistema electoral fa servir la regla D'Hondt amb representació proporcional, llistes tancades i una barrera electoral del 5% dels vots vàlids, que inclou els vots en blanc. La votació per a l'assemblea local es basa en el sufragi universal.
En les eleccions municipals, la circumscripció electoral és en l'àmbit municipal i el nombre d'escons (o sigui, regidors) a triar del municipi es determina en funció del nombre d'habitants censats en aquest municipi. En el cas de les Borges del Camp, en tenir 1.472 persones censades, l'hi correspon 11 regidors.

## Candidatures
El 30 d'abril del mateix any, la Junta Electoral de Zona de Reus va proclamar les tres candidatures del municipi de les Borges del Camp en el Butlletí Oficial de la Província de Tarragona.
1. Junts per Les Borges (JUNTS)
2. Esquerra Republicana de Catalunya-Acord Municipal (ERC-AM)
3. Partit dels Socialistes de Catalunya-Candidatura de Progrés (PSC-CP)

## Jornada electoral

### Constitució de les meses
En aquell moment, les Borges del Camp tenia una població de 2.080 habitants, dels quals 1.472 persones van ser cridades a votar a una de les urnes de les 2 meses que es van constituir al municipi.

### Participació
La participació en aquestes eleccions va ser de 78,0%, el qual cosa implica que un total de 1.148 ciutadans del municipi van decidir exercir el seu dret a vot. Comparant aquesta participació amb la mitjana catalana, les Borges del Camp ha registrat una xifra molt més alta, situant-se en 13,2 punts percentuals per sobre.
A continuació, es presenta una taula amb els percentatges de participació registrats a diferents hores del dia de les eleccions:
| Hores              | les Borges del Camp |
| ------------------ | ------------------- |
| Participació (14h) | 44,9% ( 4,2%)       |
| Participació (18h) | 61,6% ( 5,2%)       |
| Participació (20h) | 78,0% ( 7,9%)       |